# توزیع فراوانی

یک نمونه از یک توزیع فراوانی

توزیع فراوانی (به انگلیسی: Frequency distribution) در آمار، اقتصاد، و علوم تجربی، نوعی خلاصه‌سازی پرسودی از داده است.
توزیع فراوانی مشاهدات را طبقه‌بندی نموده و بسامد (یا فراوانی) مشاهدات را برحسب هر طبقه توصیف می‌کند (به‌صورت درصد یا به صورت عدد).